# NGC 1717
NGC 1717 je lećasta galaktika u zviježđu Orionu. 

## Vanjske poveznice
- SEDS: NGC 1717